# Khanbu
Khanbu (nep. खाँबु) – gaun wikas samiti we wschodniej części Nepalu w strefie Sagarmatha w dystrykcie Udayapur. Według nepalskiego spisu powszechnego z 2001 roku liczył on 665 gospodarstw domowych i 3908 mieszkańców (1958 kobiet i 1950 mężczyzn).